# Церква Святого Миколая (Денисів)
Церква Святого Миколая в Денисові — парафія і храм греко-католицької громади Козлівського деканату Тернопільсько-Зборівської архієпархії Української греко-католицької церкви в селі Денисів Тернопільського району Тернопільської области.

## Історія церкви
Храм і парафія були засновані у 1887 році. Архітектором став Ротгер, а розпис церкви виконали Юліан Панькевич та Корнило Устиянович у 1888–1889 роках на кошти місцевих жителів.
Парафія належала до УГКЦ з 1887 по 1946 рік. Під час Другої світової війни храм було зруйновано, і з 1946 по 1991 рік парафіяни відвідували богослужіння в церкві села Купчинці, яка належала до РПЦ. У 1991 році отець Михайло Вересюк повернув парафію в лоно УГКЦ, і того ж року збудували новий храм.
У 1992 році монументальний розпис храму виконав Михайло Николайчук. 19 грудня 1993 року єпископ Михаїл Колтун здійснив візитацію парафії. При церкві діють Марійська дружина та спільнота «Матері в молитві».
На території села також встановлені парафіяльні фігури та хрести.

## Парохи
- о. Вітошинський,
- о. Романовський,
- о. Семен Чепіль,
- о. Пилип Свергун,
- о. Михайло Вересюк,
- о. Омелян Кобель
- о. Роман Коцур
- о. Андрій Первусяк